# Nugali
Nugali Chocolates é uma empresa brasileira, fabricante brasileiro de chocolates, localizado em Pomerode, no estado de Santa Catarina.
Fundada em 2004, produz chocolates do cacau ao tablete utilizando cacaus brasileiros.
Em 2014 a empresa iniciou exportações para outros países.
Em 2016, conquistou medalha de prata na competição International Chocolate Awards - Americas, Asia & Pacific na categoria chocolates puros
Recebeu medalhas também nos anos de 2017, 2018, 2019, 2020 e 2021.
Em 2021, inaugurou visitação à fábrica, chamada "Tour Nugali Chocolates", com estufa de cacaueiros e demonstração das etapas de fabricação do chocolate "bean-to-bar".